# Élection présidentielle américaine de 1948 en Idaho
L'élection présidentielle américaine de 1948 en Idaho a lieu le 2 novembre 1948 comme dans les 47 autres États qui composent alors les États-Unis. Les électeurs idahoains choisissent des grands électeurs pour les représenter dans le collège électoral à travers un vote populaire. L'Idaho dispose en 1948 de 4 grands électeurs. L'État donne l'ensemble de ses grands électeurs au candidat du Parti démocrate, le président des États-Unis sortant Harry S. Truman. 
Le candidat vainqueur de ce scrutin dans tout le pays sera également Truman, qui débutera un second mandat à la présidence des États-Unis le 20 janvier 1945 et qui restera en fonctions jusqu'au 20 janvier 1953, date à laquelle Dwight D. Eisenhower lui succédera. 